# پایگاه هوایی آبی پوکاتاواگن
پایگاه هوایی آبی پوکاتاواگن (به انگلیسی: Pukatawagen Water Aerodrome) یک فرودگاه همگانی است که یک باند فرود آب دارد. این فرودگاه در کشور کانادا قرار دارد و در ارتفاع ۲۷۴ متری از سطح دریا واقع شده است.